# Lijst van nummer 1-albums in de Album Top 40 in 2012
Onderstaande albums stonden in 2012 op nummer 1 in de Media Markt Album Top 40. De lijst wordt samengesteld door de Stichting Nederlandse Top 40.
| Nummer | Datum        | Artiest                                  | Titel                                    | Opmerking                                |
| ------ | ------------ | ---------------------------------------- | ---------------------------------------- | ---------------------------------------- |
| 339    | 7 januari    | Adele                                    | Live at the Royal Albert Hall            |                                          |
|        | 14 januari   | Adele                                    | Live at the Royal Albert Hall            |                                          |
|        | 21 januari   | Adele                                    | Live at the Royal Albert Hall            |                                          |
| 340    | 28 januari   | Diverse artiesten                        | 538 Dance Smash 2012 vol. 1              | Verzamelalbum                            |
| 339    | 4 februari   | Adele                                    | Live at the Royal Albert Hall            |                                          |
| 341    | 11 februari  | Diverse artiesten                        | Hitzone 60                               | Verzamelalbum                            |
|        | 18 februari  | Diverse artiesten                        | Hitzone 60                               | Verzamelalbum                            |
|        | 25 februari  | Diverse artiesten                        | Hitzone 60                               | Verzamelalbum                            |
|        | 3 maart      | Diverse artiesten                        | Hitzone 60                               | Verzamelalbum                            |
| 342    | 10 maart     | Bruce Springsteen                        | Wrecking ball                            |                                          |
|        | 17 maart     | Bruce Springsteen                        | Wrecking ball                            |                                          |
| 343    | 24 maart     | Frans Duijts                             | Alles met je delen                       |                                          |
| 344    | 31 maart     | Madonna                                  | MDNA                                     |                                          |
| 345    | 7 april      | A e/d M                                  | 't Heerst                                |                                          |
| 346    | 14 april     | The Kyteman Orchestra                    | The Kyteman Orchestra                    |                                          |
|        | 21 april     | The Kyteman Orchestra                    | The Kyteman Orchestra                    |                                          |
| 347    | 28 april     | Trijntje Oosterhuis                      | Wrecks we adore                          |                                          |
| 348    | 5 mei        | Diverse artiesten                        | Hitzone 61                               | Verzamelalbum                            |
|        | 12 mei       | Diverse artiesten                        | Hitzone 61                               | Verzamelalbum                            |
| 349    | 19 mei       | Diverse artiesten                        | Hitzone 61                               | Verzamelalbum                            |
| 350    | 26 mei       | Golden Earring                           | Tits 'n ass                              |                                          |
| 351    | 2 juni       | John Mayer                               | Born and raised                          |                                          |
| 349    | 9 juni       | Diverse artiesten                        | Hitzone 61                               | Verzamelalbum                            |
| 352    | 16 juni      | Diverse artiesten                        | 538 EK Hits - De officiële EK 2012 CD    | Verzamelalbum                            |
| 353    | 23 juni      | Diverse artiesten                        | 100 x zomer 2012                         | Verzamelalbum                            |
|        | 30 juni      | Diverse artiesten                        | 100 x zomer 2012                         | Verzamelalbum                            |
| 354    | 7 juli       | Diverse artiesten                        | Hitzone 62                               | Verzamelalbum                            |
|        | 14 juli      | Diverse artiesten                        | Hitzone 62                               | Verzamelalbum                            |
|        | 21 juli      | Diverse artiesten                        | Hitzone 62                               | Verzamelalbum                            |
|        | 28 juli      | Diverse artiesten                        | Hitzone 62                               | Verzamelalbum                            |
|        | 4 augustus   | Diverse artiesten                        | Hitzone 62                               | Verzamelalbum                            |
|        | 11 augustus  | Diverse artiesten                        | Hitzone 62                               | Verzamelalbum                            |
| 355    | 18 augustus  | Jan Smit                                 | Vrienden                                 |                                          |
|        | 25 augustus  | Jan Smit                                 | Vrienden                                 |                                          |
|        | 1 september  | Jan Smit                                 | Vrienden                                 |                                          |
| 356    | 8 september  | Diverse artiesten                        | 538 Dance Smash 2012 vol. 4              | Verzamelalbum                            |
| 357    | 15 september | Diverse artiesten                        | Hitzone 63                               | Verzamelalbum                            |
|        | 22 september | Diverse artiesten                        | Hitzone 63                               | Verzamelalbum                            |
| 358    | 29 september | Ilse DeLange                             | Eye of the hurricane                     |                                          |
| 359    | 6 oktober    | Nick & Simon                             | Sterker                                  |                                          |
| 360    | 13 oktober   | Muse                                     | The 2nd law                              |                                          |
| 357    | 20 oktober   | Diverse artiesten                        | Hitzone 63                               | Verzamelalbum                            |
|        | 27 oktober   | Diverse artiesten                        | Hitzone 63                               | Verzamelalbum                            |
|        | 3 november   | Diverse artiesten                        | Hitzone 63                               | Verzamelalbum                            |
| 361    | 10 november  | BLØF                                     | Hier - Het beste van 20 jaar BLØF        |                                          |
| 362    | 17 november  | Robbie Williams                          | Take the crown                           |                                          |
| 363    | 24 november  | Diverse artiesten                        | Hitzone best of 2012                     | Verzamelalbum                            |
| 364    | 1 december   | Toppers                                  | Toppers in concert 2012                  |                                          |
| 363    | 8 december   | Diverse artiesten                        | Hitzone best of 2012                     | Verzamelalbum                            |
|        | 15 december  | Diverse artiesten                        | Hitzone best of 2012                     | Verzamelalbum                            |
|        | 22 december  | Diverse artiesten                        | Hitzone best of 2012                     | Verzamelalbum                            |
|        | 29 december  | geen Media Markt Album Top 40 verschenen | geen Media Markt Album Top 40 verschenen | geen Media Markt Album Top 40 verschenen |